# MACS J1149 Lensed Star 1
MACS J1149 Lensed Star 1, Ікар (Icarus), MACS J1149+2223 Lensed Star-1 — блакитний надгігант, станом на квітень 2018 року — найвіддаленіша спостережувана зоря, яка перебуває на відстані 9 млрд світлових років від Сонця (z = 1,49). Випромінювання зорі, яке дійшло до нас, було випромінено через 4,4 млрд років після Великого вибуху. За словами одного з першовідкривачів цього об'єкта Патріка Келлі, зоря перебуває принаймні в сто разів далі, ніж попередня найвіддаленіша зоря, що не є надновою. Також вперше спостерігається посилене зображення зірки як окремого об'єкта.

## Загальні відомості

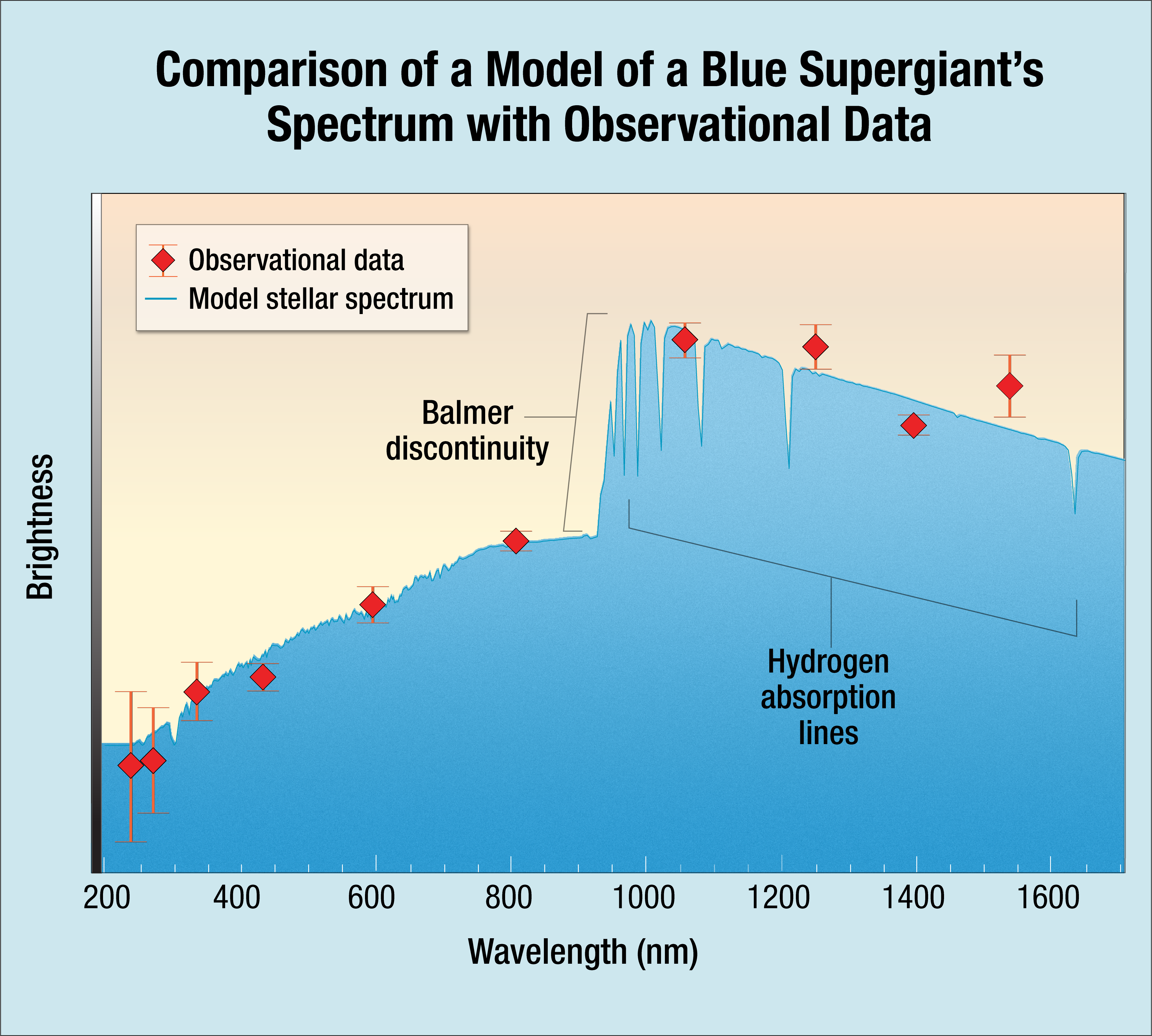
Порівняння спектру Ікара з модельним спектром блакитного надгіганта. Спостережні дані показані червоними ромбами.

Зоря була виявлена в рамках дослідження наднової SN Refsdal космічним телескопом Габбла. Під час вивчення знімків наднової зірки, починаючи з 2004 року, вчені виявили точкове джерело, що з'явився на знімках 2013 року і стало яскравішим до 2016 року. Було визначено, що джерело є окремою зорею, зображення якої в 2000 разів посилено внаслідок гравітаційного лінзування. Випромінювання LS1 було не тільки посилено впливом скупчення галактик MACS J1149+2223, розташованого на відстані 5 млрд світлових років, але в деякий момент також й іншим компактним об'єктом масою близько трьох мас Сонця в скупченні галактик, що перетнув промінь зору (гравітаційне мікролінзування). Зазвичай у подібних дослідженнях відкривають галактики або наднові зорі. Температура об'єкта не змінювалася з часом, що суперечить припущенню про наднову; також за величиною температури об'єкт був віднесений до блакитних надгігантів.
Світло від зірки був випромінено в той час, коли вік Всесвіту становив чверть від сучасного значення 13,8 млрд років. Келлі припустив, що аналогічні явища мікролінзування допоможуть знайти самі ранні зірки у Всесвіті. Наразі зоря вже не існує у вигляді блакитного надгіганта, виходячи з оцінок часу життя таких зір.